# Hermosa (Cantabria)
Hermosa es una localidad del municipio de Medio Cudeyo (Cantabria, España). En el año 2021 contaba con una población de 265 habitantes (INE). Se encuentra a 60 metros de altitud sobre el nivel del mar y a 2 kilómetros de la capital municipal, Valdecilla.
- Datos: Q5895908
- Multimedia: Hermosa / Q5895908